# Liste der Biografien/O
Liste der Biografien |
Portal Biografien |
Personensuche
# |
A |
B |
C |
D |
E |
F |
G |
H |
I |
J |
K |
L |
M |
N |
O |
P |
Q |
R |
S |
T |
U |
V |
W |
X |
Y |
Z |
?
 
Oa |
Ob |
Oc |
Od |
Oe |
Of |
Og |
Oh |
Oi |
Oj |
Ok |
Ol |
Om |
On |
Oo |
Op |
Oq |
Or |
Os |
Ot |
Ou |
Ov |
Ow |
Ox |
Oy |
Oz
Die Liste der Biografien führt alle Personen auf, die in der deutschsprachigen Wikipedia einen Artikel haben. Dieses ist eine Teilliste mit 75 Einträgen von Personen, deren Namen mit dem Buchstaben „O“ beginnt.

## O
- Ó Brádaigh, Ruairí (1932–2013), irischer Politiker
- Ó Briain, Dara (* 1972), irischer Stand-up-Komiker und FernsehmoderatorDara Ó Briain (* 1972)

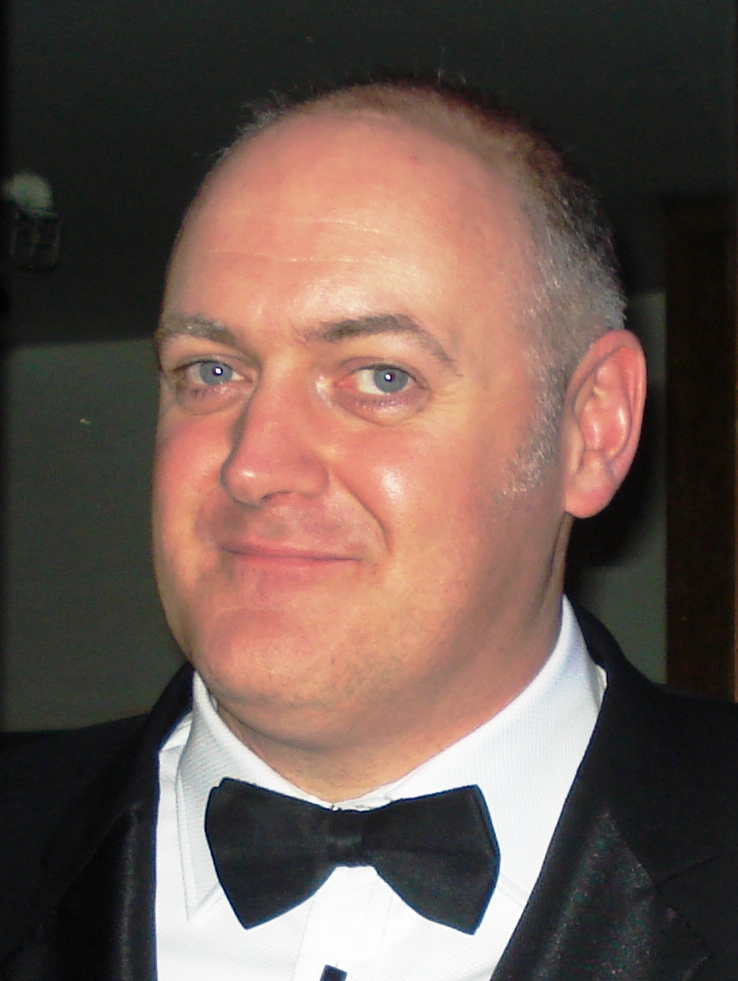
Dara Ó Briain (* 1972)

- Ó Briain, Donnchadh (1897–1981), irischer Politiker, Teachta Dála
- Ó Broin, Eoin (* 1972), irischer Politiker
- Ó Brolcháin, Niall (* 1965), irischer Politiker
- Ó Buachalla, Liam (1899–1970), irischer Politiker (Fianna Fáil), Mitglied des Seanad Éireann
- Ó Cadhain, Máirtín (1906–1970), irischer Schriftsteller, Literaturkritiker und politischer Kommentator
- Ó Caoimh, Aindrias (* 1950), irischer Jurist
- Ó Caoimh, Aindrias Micheál (1912–1994), irischer Jurist
- Ó Caoláin, Caoimhghín (* 1953), irischer Politiker (Sinn Féin)
- Ó Cathasaigh, Marc (* 1977), irischer Politiker
- Ó Ceallaigh, Fiachra (1933–2018), irischer Geistlicher, römisch-katholischer Bischof
- Ó Ceallaigh, Seán (1882–1966), irischer Politiker, zweiter Präsident von Irland (1945–1959)
- Ó Cearnaigh, Colbert (* 1945), irischer Autor
- Ó Cearúil, Naoise (* 1989), irischer Politiker
- Ó Conaire, Pádraic (1882–1928), irischer Schriftsteller und Journalist
- Ó Criomhthain, Tomás (1856–1937), irischer Autor, einer der letzten Eingeborenen auf den Blasket IslandsTomás Ó Criomhthain (1856–1937)

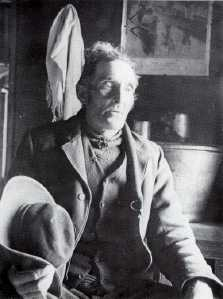
Tomás Ó Criomhthain (1856–1937)

- Ó Cuív, Éamon (* 1950), irischer Politiker (Fianna Fáil)
- Ó Dálaigh, Cearbhall (1911–1978), irischer Jurist, Präsident von Irland
- Ó Direáin, Máirtín (1910–1988), irischer Schriftsteller
- Ó Domhnaill, Brian (* 1977), irischer Politiker
- Ó Domhnaill, Niall Garbh (1560–1626), Mitglied des O’Donnell-Clans von Donegal
- Ó Donnghaile, Niall (* 1985), irischer Politiker
- Ó Faoláin, Seán (1900–1991), irischer Schriftsteller
- Ó Fearghaíl, Seán (* 1960), irischer Politiker
- Ó Fiaich, Tomás Séamus (1923–1990), nordirischer Geistlicher, Erzbischof von Armagh und Kardinal der römisch-katholischen Kirche
- Ó Grianna, Séamus († 1969), irischer Schriftsteller und Übersetzer
- Ó hAnnluain, Eighneachán (1933–1988), irischer Politiker
- Ó hAnnracháin, Peadar (1873–1965), irischer Schriftsteller und Dramatiker
- Ó Héalaí, Dónall (* 1987), irischer Filmschauspieler und Synchronsprecher
- Ó hÉideáin, Seán, irischer Diplomat
- Ó hEithir, Breandán (1930–1990), irischer Schriftsteller und Journalist
- Ó hUiginn, Mícheál (* 1942), irischer Politiker, Bürgermeister von Galway
- Ó hUiginn, Seán, irischer Diplomat
- Ó Laoghaire, Donnchadh (* 1989), irischer Politiker
- Ó Lionáird, Ciarán (* 1988), irischer Mittelstreckenläufer
- Ó Muirí, Naoise, irischer Politiker (343. Lord Mayor of Dublin)
- Ó Murchú, Labhrás, irischer Politiker
- Ó Murchú, Ruairí (* 1978), irischer Politiker
- Ó Neachtain, Seán (* 1947), irischer Politiker (Fianna Fáil), MdEP
- Ó Néill, Aodh Mór, 2. Earl of Tyrone († 1616), irisches ClanoberhauptAodh Mór Ó Néill, 2. Earl of Tyrone († 1616)

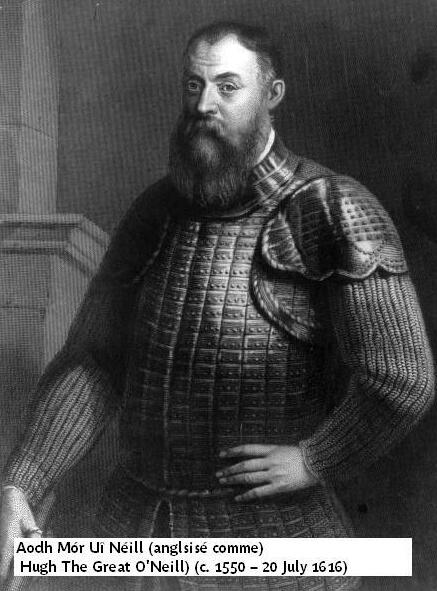
Aodh Mór Ó Néill, 2. Earl of Tyrone († 1616)

- Ó Néill, Eoghan Rua (1590–1649), irischer Rebellenführer
- Ō no Yasumaro († 723), japanischer Hofbeamter und Gelehrter
- Ó Riada, Seán (1931–1971), irischer Komponist
- Ó Riain, Pádraig (* 1939), irischer Keltologe und Hagiologe
- Ó Ríordáin, Aodhán (* 1976), irischer Politiker (Labour), MdEP
- Ó Sé, Seán (* 1936), irischer Sänger
- Ó Séaghdha, Darach (* 1977), irischer Schriftsteller und Podcaster
- Ó Searcaigh, Cathal (* 1956), irischer Schriftsteller, Dichter und Dramatiker
- Ó Siadhail, Eoghan (1584–1650), Militärarzt
- Ó Snodaigh, Aengus (* 1964), irischer Politiker (Sinn Féin)
- Ó Súilleabháin, Diarmaid (1932–1985), irischer Schriftsteller
- Ó Súilleabháin, Fionntán, irischer Politiker
- Ó Súilleabháin, Mícheál (1950–2018), irischer Pianist und Komponist
- O, Cédric (* 1982), französischer Politiker und Staatssekretär
- O, Chin-u (1917–1995), nordkoreanischer Marschall und Politiker
- O, Delphine (* 1985), französische Politikerin und Diplomatin
- O, François d’ († 1594), Mignon des französischen Königs Heinrich III.
- O, Henry (* 1927), chinesischer Schauspieler
- O, Jong-ae (* 1984), nordkoreanische Gewichtheberin
- O, Karen (* 1978), US-amerikanische Sängerin und MusikerinKaren O (* 1978)

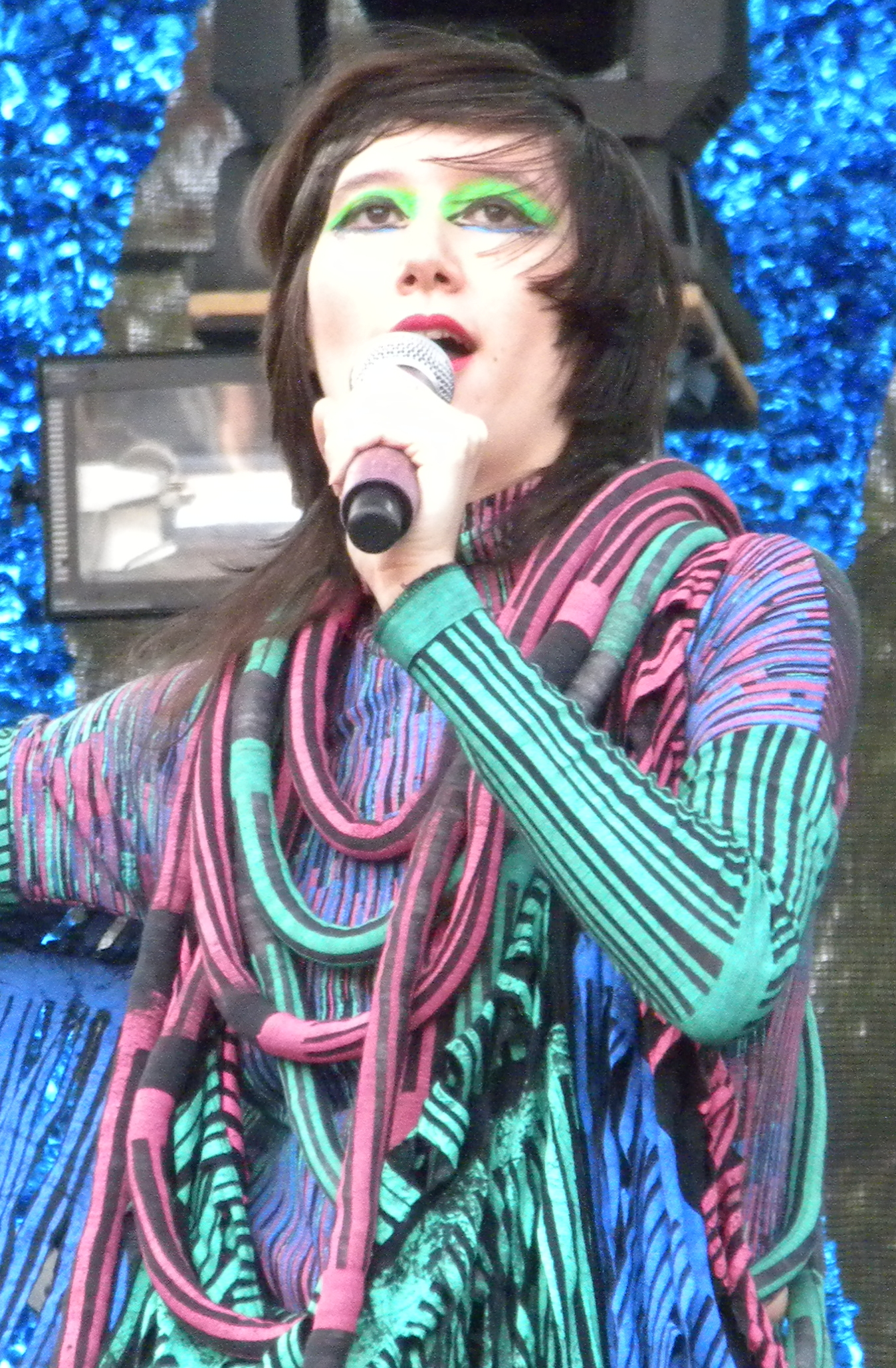
Karen O (* 1978)

- O, Kŭng-nyŏl (1930–2023), nordkoreanischer Generalleutnant und Politiker
- O, Sang-hon († 2014), nordkoreanischer Politiker
- O, Soffy, schwedische Sängerin
- Ó, Vicente Alves do (* 1972), portugiesischer Drehbuchautor und Filmregisseur
- O-Jay (* 1965), deutscher Songschreiber, Musikproduzent und Rapper
- O-Shen (* 1978), papua-neuguineischer Musiker
- O. Arthur, Benny (* 1997), deutscher Theater- und Filmschauspieler
- O. G. Style (1970–2008), US-amerikanischer Rapper
- O., Dore (* 1946), deutsche Filmemacherin, Malerin und Fotografin
- O., Martin (* 1975), Schweizer Stimmartist, Beatboxer und Musiker
- O., Rachid (* 1970), marokkanischer Autor
- O.C. (* 1972), amerikanischer Rapper
- O.G., deutscher Rapper
- O.S.T.R. (* 1980), polnischer Rapper